# بيل هنري
بيل هنري (بالإنجليزية: Bill Henry)‏ (27 ديسمبر 1924 بدالاس في الولايات المتحدة - 1985 بدالاس في الولايات المتحدة) هو لاعب كرة سلة أمريكي في مركز الوسط. لعب مع أتلانتا هوكس وديترويت بيستونز.

## وصلات خارجية
- بيل هنري على موقع إن بي أي (الإنجليزية)
- بيل هنري على موقع سبورتس رفرنس (الإنجليزية)
- بيل هنري على موقع ريلجم (الإنجليزية)
- بيل هنري على موقع بروبوليرز (الإنجليزية)